# ゆがんだ月
『ゆがんだ月』（ゆがんだつき）は、1959年7月28日に公開された、松尾昭典監督、長門裕之主演のサスペンスアクション映画作品。

## あらすじ
夜の神戸、とあるバーを出た立花組の辰吉と桂木正夫だが、立花組の幹部立石に突然銃撃され辰吉は死んだ。辰吉は組を抜け出そうとしていた矢先であったのだ。桂木正夫は警察に真実を話さなかったが、立花組長に呼ばれ、口外しないように金を渡された。立花組は別の若い男を辰吉殺害の犯人として警察に自首させた。桂木は辰吉の妹文枝と関わるうちに、嘘をついているのが嫌になり、文枝と新聞記者の木元に真実を話した。立石は真犯人として逮捕され、桂木は神戸を離れて東京へ移るが、立花組は殺し屋を遣わせて桂木の命を狙っていた。

## キャスト
- 長門裕之 : 桂木正夫
- 南田洋子 : 江田奈美子
- 芦川いづみ : 米田文枝
- 赤木圭一郎 : 早川
- 高原駿雄 : 米山辰吉
- 下元勉 : 黒川
- 玉村駿太郎 : 田代刑事
- 神戸瓢介 : 五郎
- 清水文夫 : 日東新聞給仕
- 若原初子 : 文枝の母シゲ
- 青木富夫 : ボタさん
- 深江章喜 : 岡山刑事
- 神山繁 : 由良
- 梅野泰靖 : 立石純平
- 三島雅夫 : 立花豊
- 大坂志郎 : 木元明

## スタッフ
- 監督 ：松尾昭典
- 脚本 ：山崎巌
- 音楽 : 鏑木創
- 撮影 : 姫田真佐久
- 編集 : 辻井正則
- 企画 : 高木雅行
- 原作 : 菊村到

## ロケ地
- 生田警察署前[4]
- 夢野台墓地[4]
- 神戸港[4]
- 六甲山山頂、六甲山ケーブルカー[4]
- 読売新聞神戸支社屋上など[4]

## 併映作品
- 『汚れた顔』: 森永健次郎監督